# بوب فايسه
بوب فايسه (بالإنجليزية: Bob Wiese)‏ هو سياسي أسترالي، ولد في 9 نوفمبر 1940. انتخب عضو الجمعية التشريعية لأستراليا الغربية.